# Kinlochbervie
Kinlochbervie (in gaelico scozzese: Ceann Loch Biorbhaidh), noto localmente come KLB è un villaggio di pescatori della costa nord-occidentale della Scozia, facente parte dell'area di consiglio dell'Highland e della contea tradizionale del Sutherland e situato lungo il Loch Bervie, un'insenatura del Loch Inchard (Oceano Atlantico).

## Geografia fisica
Kinlochbervie si trova lungo la costa occidentale del Sutherland, a circa 21 km a sud-ovest di Durness e a circa 6,5 km a nord-ovest di Rhiconich.

## Storia
Kinlochbervie si sviluppò come località portuale nel corso degli anni settanta.

## Monumenti e luoghi d'interesse

### Architetture religiose

#### Free Presbyterian Church
Tra i principali edifici religiosi di Kinlochbervie, figura la Free Presbyterian Church, realizzata nel 1829 su progetto di Thomas Telford.
|  |